# 툼 레이더
《툼 레이더》(Tomb Raider)는 1996년에 영국의 게임 회사 코어 디자인이 제작하고 아이도스가 발매한 액션 어드벤처 게임 《툼레이더》를 시작으로 한 비디오 게임 시리즈 및 미디어 프랜차이즈이다.

## 시리즈 목록
- 툼레이더 (1996)
- 툼레이더 II (1997)
- 툼레이더 III (1998)
- 툼레이더: 마지막 계시록 (1999)
- 툼레이더: 연대기 (2000)
- 툼레이더: 엔젤 오브 다크니스 (2003)
- 툼레이더레전드 (2006)
- 툼레이더: 애니버서리 (2007)
- 툼레이더: 언더월드 (2008)
- 툼레이더 (2013)
- 라이즈 오브 더 툼 레이더 (2015)
- 쉐도우 오브 더 툼 레이더 (2018)

### 파생작(스핀오프)
- 툼 레이더 (2000)
- 툼 레이더: 커스 오브 더 스워드 (2001)
- 툼 레이더: 프로퍼시 (2002)
- 라라 크로프트와 빛의 수호자 (2010)
- 라라 크로프트와 오시리스의 사원 (2014)
- 라라 크로프트: 레릭 런 (2015)
- 라라 크로프트 고 (2015)

## 만화
- Tomb Raider: Origins (집필진 - Dan Jurgens, Mark Pajarillo, Danny Miki, 2000)
- Tomb Raider: The Greatest Treasure of All (집필진 -Dan Jurgens, Joe Jusko, 2002)
- Tomb Raider: Epiphany (집필진 - Dan Jurgens, Darryl Banks, Al Vey, 2003)
- Tomb Raider: Takeover (집필진 -James Bonny,Scott Benefiel, Jasen Rodriguez,January 2004)
- Tomb Raider: Arabian Nights(집필진 - Fiona Kai Avery, Billy Tan, August 2004)
- Tomb Raider: Cover Gallery (집필진 - Marc Silvestri, Adam Hughes, Michael Turner 등, April 2006)

## 영화화 작품
- 툼 레이더 (2001)
- 툼 레이더 2: 판도라의 상자
- 툼 레이더 (2018)

## 소설
- 2003 -	The Amulet of Power	, 작가 Mike Resnick
- 2016 - Lara Croft and the Blade of Gwynnever ,	작가 Dan Abnett

## 시놉시스
2001년부터 2007년까지 핵심캐릭터인 여주인공 라라 크로프트(Lara Croft)로 잘 알려진 툼 레이더(Tomb Raider)는 영국 게임 회사인 코어 디자인(Core Design)이 제작한 액션 어드벤처 비디오 게임 시리즈에서 시작된 미디어 프랜차이즈이다. 이전에는 아이도스 인터랙티브(Eidos Interactive)가 소유했으며, 2009년 아이도스(Eidos)를 인수한 스퀘어 에닉스(Square Enix)가 소유하기 시작한 이 프랜차이즈는 영국의 고고학적 탐험가로 설정된 라라 크로프트(Lara Croft)의 모험정신과 생존본능에 초점을 맞춘다. 캐릭터 라라 크로프트(Lara Croft)는 잊혀지고 소실된 고대 유적을 찾고 이러한 위험이 도사린 무덤에 침투하며 전 세계를 탐험하는 줄거리 플롯를 가지고있다. 게임 플레이는 일반적으로 환경에 대한 액션 어드벤처 탐사, 퍼즐 풀기, 함정으로 가득찬 적대적인 고대 유적 탐색, 수많은 적과의 전투에 중점을 두고있다. 추가 론칭된 미디어로는 영화, 만화 및 소설의 형태로 각각의 독특한 주제를 중심으로 성장해 왔다.
최초의 무덤 침입자라는 뜻의 '툼 레이더' 게임 개발은 1993년에 시작되었다. 그 성공으로 향후 4년 동안 매년 새로운 게임을 개발하였으며 여기에는 많은 직원들의 노고가 따랐다. 여섯 번째 게임인 'The Dark of Angelness'는 개발 중에 어려움을 겪었으며 릴리스차원에서 실패로 간주되었다. 이로 인해 아이도스(Eidos)는 개발 직무를 크리스탈 다이나믹스(Crystal Dynamics)으로 전환시켰다. 크리스탈 다이나믹스(Crystal Dynamic)는 그 이후로 시리즈의 주요 개발자였다. 다른 개발자들은 메인 라인 타이틀의 시리즈나 포트내에서 스핀오프 타이틀로 기여했다.
툼 레이더 게임은 전 세계적으로 6천7백만 카피 이상을 판매했다. 시리즈는 일반적으로 액션 어드벤처 장르의 개척자 중 하나로 주목 받고있으며 비평가들은 보고있다. 라라 크로프트(Lara Croft) 자신은 게임과 기네스 세계 기록의 워킹(Walk of Game and Guinness World Records)에서 수많은 상을 수상하고 경력을 쌓는데있어 가장 눈에 띄는 비디오 게임 주역 중 하나가되었다. 비디오 게임에서 개척 여성 캐릭터에 대한 칭찬과 함께, 그녀는 마케팅에 사용되는 성 매력에 대한 논란의 대상이 되어오기도 했다. 한편 라라 크로프트(Lara Croft)의 캐릭터에 관여하는 작가들은 외모적인 섹시함만이 강조되는 문제점을 지적하고 인간 심성에 근거한 동정심, 결단력, 영리함,인내심등의 내적인 요소의 복합적이고 결정화된 섹시함을 언급한바있다.

## 같이 보기
- 배틀 그라운드